# Give Me Fire/Man Trap
Give Me Fire/Man Trap è un'EP del gruppo Hardcore punk Charged GBH.

## Tracce
1. Give Me Fire
2. Man Trap

## Formazione
- Colin Abrahall  - voce
- Colin Blyth - chitarra
- Ross Lomas - basso
- Andrew Williams - batteria